# Yawatahama
Yawatahama (八幡浜市 -shi) é uma cidade japonesa localizada na província de Ehime.
Em 2003, a cidade tinha uma população estimada em 31 860 habitantes e uma densidade populacional de 332,19 h/km². Tem uma área total de 95,91 km².
Recebeu o estatuto de cidade em 11 de fevereiro de 1935.
Yawatahama tem um pequeno porto onde se encontra um terminal de ferry-boats que providencia transporte regular para as cidades de Usuki e Oita, em Kyushu.

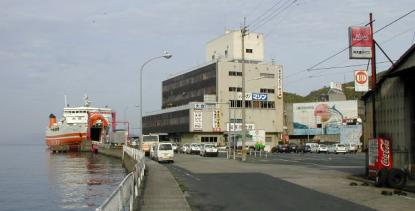
Terminal de ferry em Yawatahama, Abril de 2002